# Ida Salonen
Ida Christina Salonen född den 30 mars 1993, är en svensk triathlet från IK Trasten. Hon kommer från Kinna, en by tre mil utanför Borås.[källa behövs]
Ida Salonen var från början fotbollsspelare, men hennes far, triathleten Pasi Salonen, fick med henne på några motionstävlingar sommaren 2010. Samma år började hon som andraårselev på Platengymnasiet i Motala, där hon gick på Riksidrottsgymnasiet med inriktning triathlon.
Hon har vunnit tre SM-silver i triathlon[källa behövs] och tre JSM-guld i duathlon och triathlon.